# Карижа (село)
Карижа — село в Малоярославецком районе Калужской области. Входит в состав муниципального образования сельское поселение Деревня Шумятино.

## Население
| 2002 | 2010 |
| ---- | ---- |
| 34   | ↗45  |

В селе постоянно проживает 2-3 человека (согласно переписи 2010 г. постоянное население – 45 чел.). 

## Известные люди
Писательница Пелагея Ивановна Брагина похоронена в  1982 году на кладбище в селе Карижа.

## Инфраструктура
Личное подсобное хозяйство. 
Здесь расположен Храм Покрова Пресвятой Богородицы.